# Potager du roi

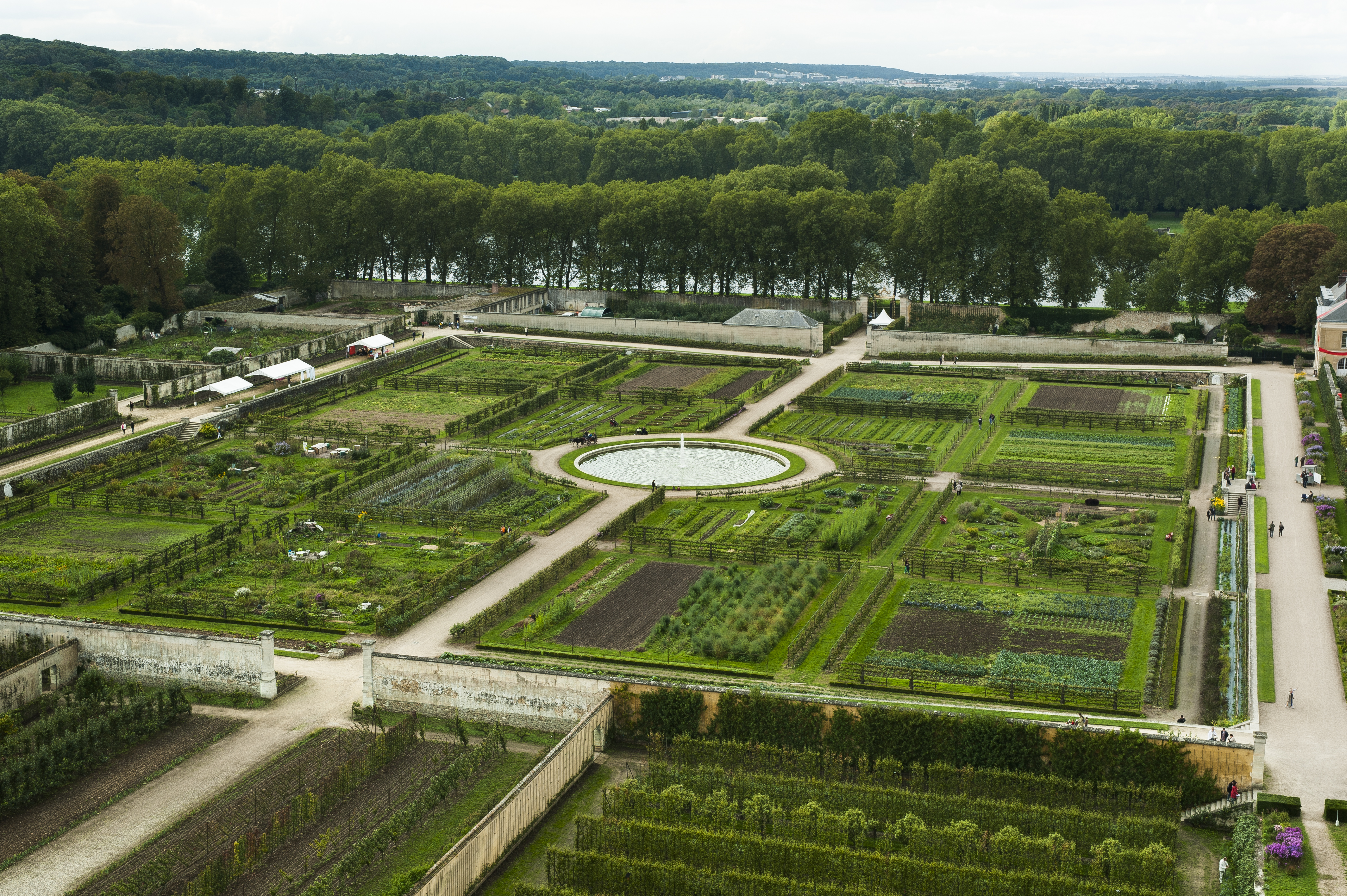
Der Potager du roi in Versailles

Der Potager du roi (deutsch: Küchengarten des Königs) ist ein zwischen 1678 und 1683 durch Jean-Baptiste de La Quintinie im Auftrag des Sonnenkönigs Ludwig XIV. angelegter Nutzgarten am Schloss Versailles. Der Küchengarten belieferte den Versailler Hof mit Obst und Gemüse und stellte durch seine prachtvolle Anlage und den wertvollen Pflanzenbestand auch ein Statussymbol am Hof des Königs dar. Der südlich des Schlosses gelegene und seit mehr als 300 Jahren erhaltene, etwa 9 Hektar große Garten wird durch die Hochschule École nationale supérieure de paysage de Versailles betrieben und gepflegt.
Bereits 1926 wurde der Potager du roi zusammen mit dem Parc de Balbi durch das Kulturministerium zum Monument historique erklärt. Er gehört zusammen mit dem Schloss Versailles und dessen Parkanlage seit 1979 zum Weltkulturerbe der UNESCO.

## Der Garten zur Zeit Ludwig XIV.

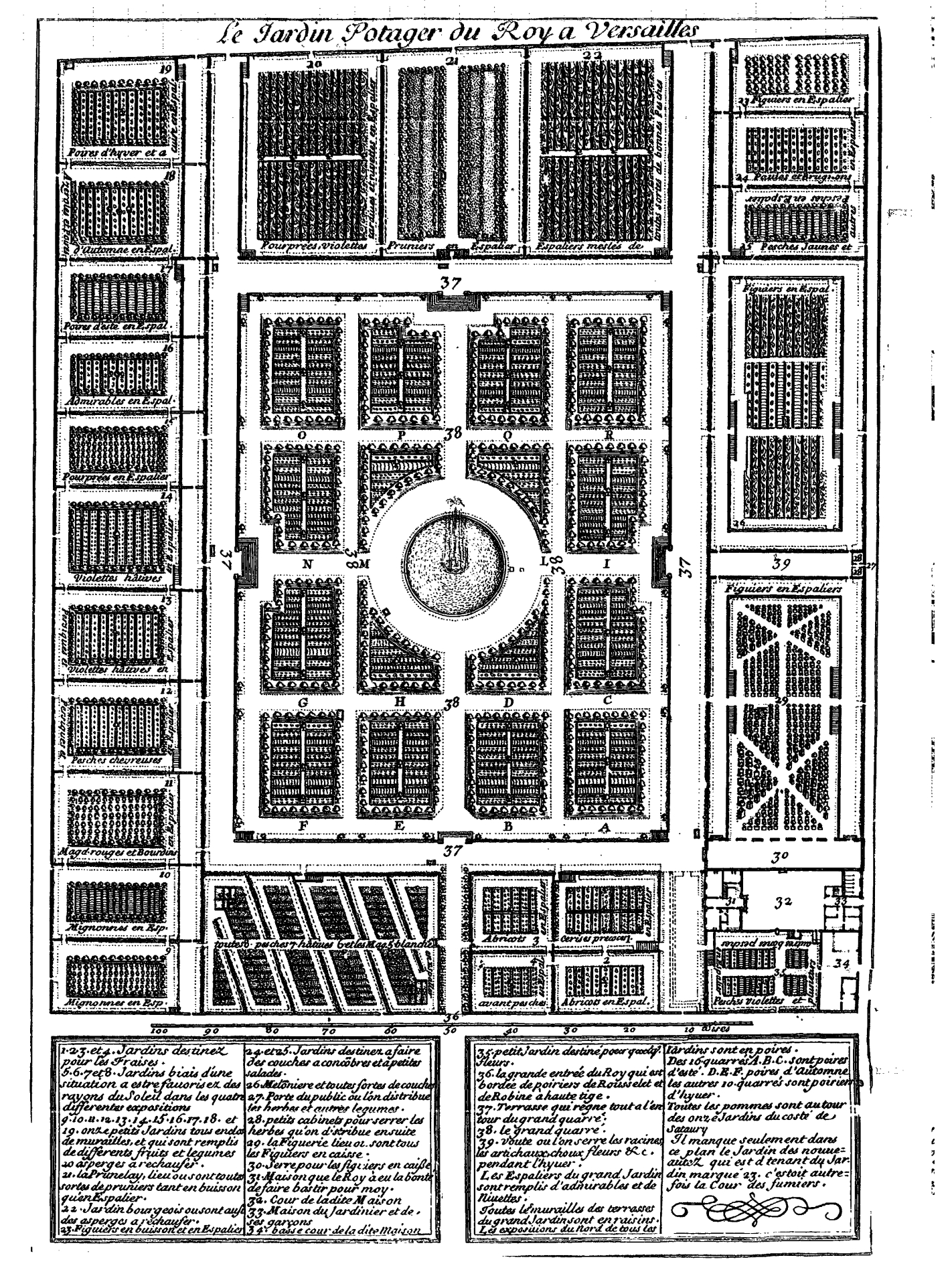
Seitenverkehrter Plan des Potager du roi, 1716

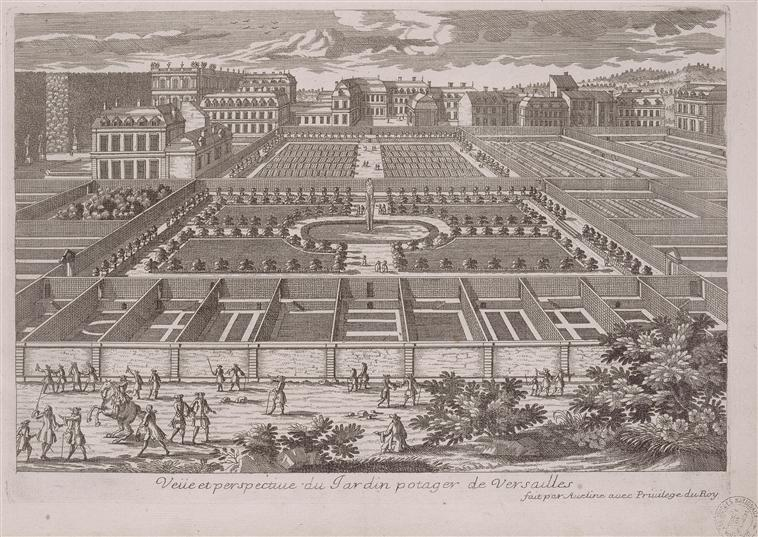
Ansicht des Potager du roi um 1700, Kupferstich von Antoine Aveline

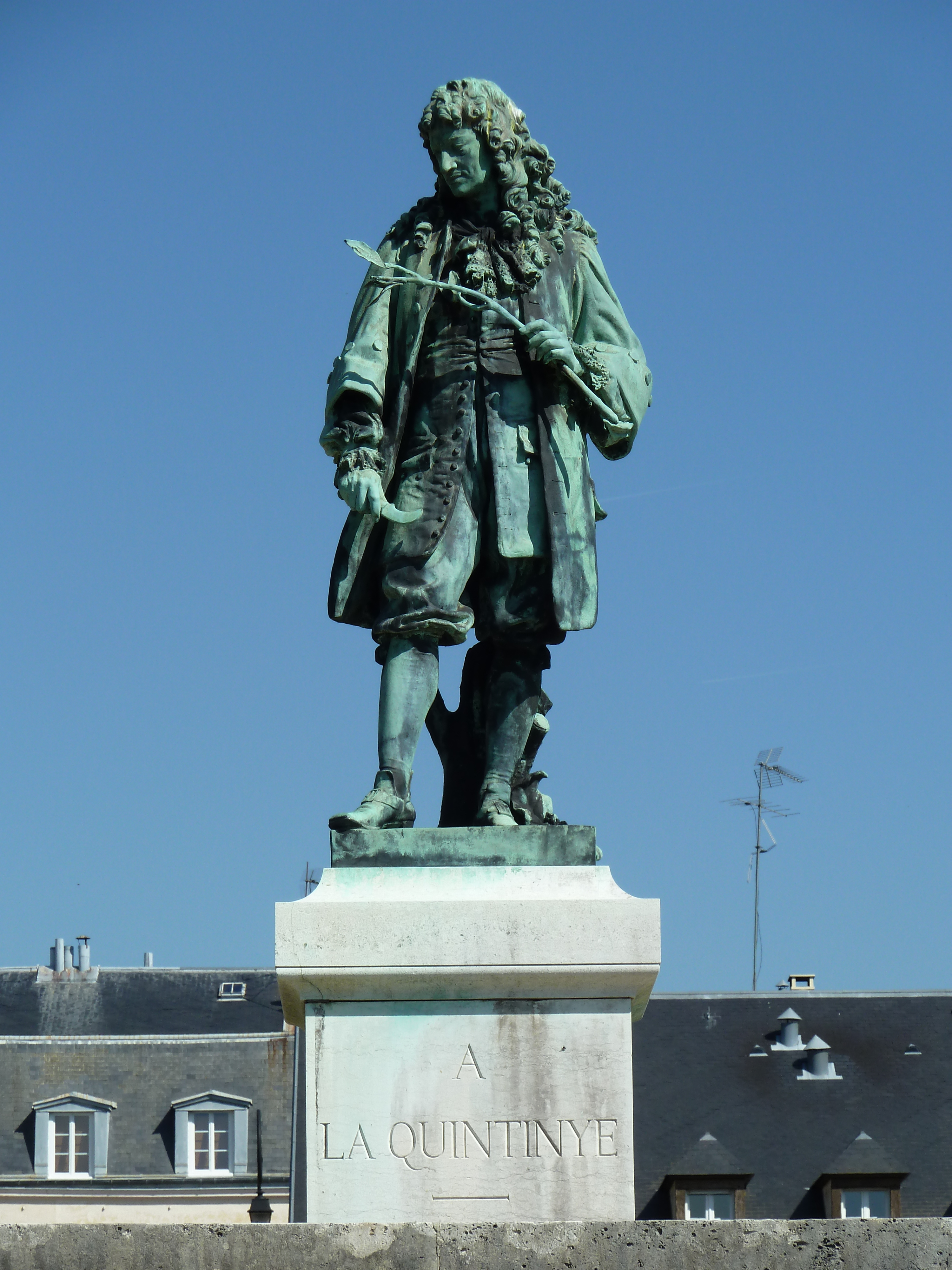
Statue von Jean-Baptiste de La Quintinie am Potager du roi

Die Anlage des Potager du roi wurde 1678 durch Ludwig XIV. beschlossen. Nachdem er das Schloss Versailles, das zunächst nur ein kleines Jagdschloss seines Vaters gewesen war, zum Palast ausgebaut und es 1677 zum Regierungssitz bestimmt hatte, war der bisherige, südöstlich des Schlosses gelegene Küchengarten mit seiner Fläche von knapp 4 Hektar zu klein geworden, um den königlichen Hof mit Obst und Gemüse zu versorgen. Mit der Planung und Anlage beauftragte er Jean-Baptiste de La Quintinie, der bereits 1670 zum Direktor der Obst- und Gemüsegärten der königlichen Schlösser ernannt worden war.
An der für den Potager du roi vorgesehenen Stelle befand sich ein als „Stinkender Weiher“ bezeichneter Teich. Der bei der Anlage des Piece d’eau des Suisses, eines anderen Parkteichs, angefallene Bodenaushub wurde zum Auffüllen dieses Weihers benutzt. Um die Qualität des Bodens zu verbessern, wurde fruchtbare Erde aus den Hügeln von Satory und aus dem Parc-aux-cerfs geholt, die zudem mit Mist aus den königlichen Pferdeställen angereichert wurde. Da das Gelände aber weiterhin sehr feucht war, ließ La Quintinie zur Entwässerung ein unterirdisches Aquädukt anlegen, über das das Wasser in das Schweizer Becken geleitet wurde.

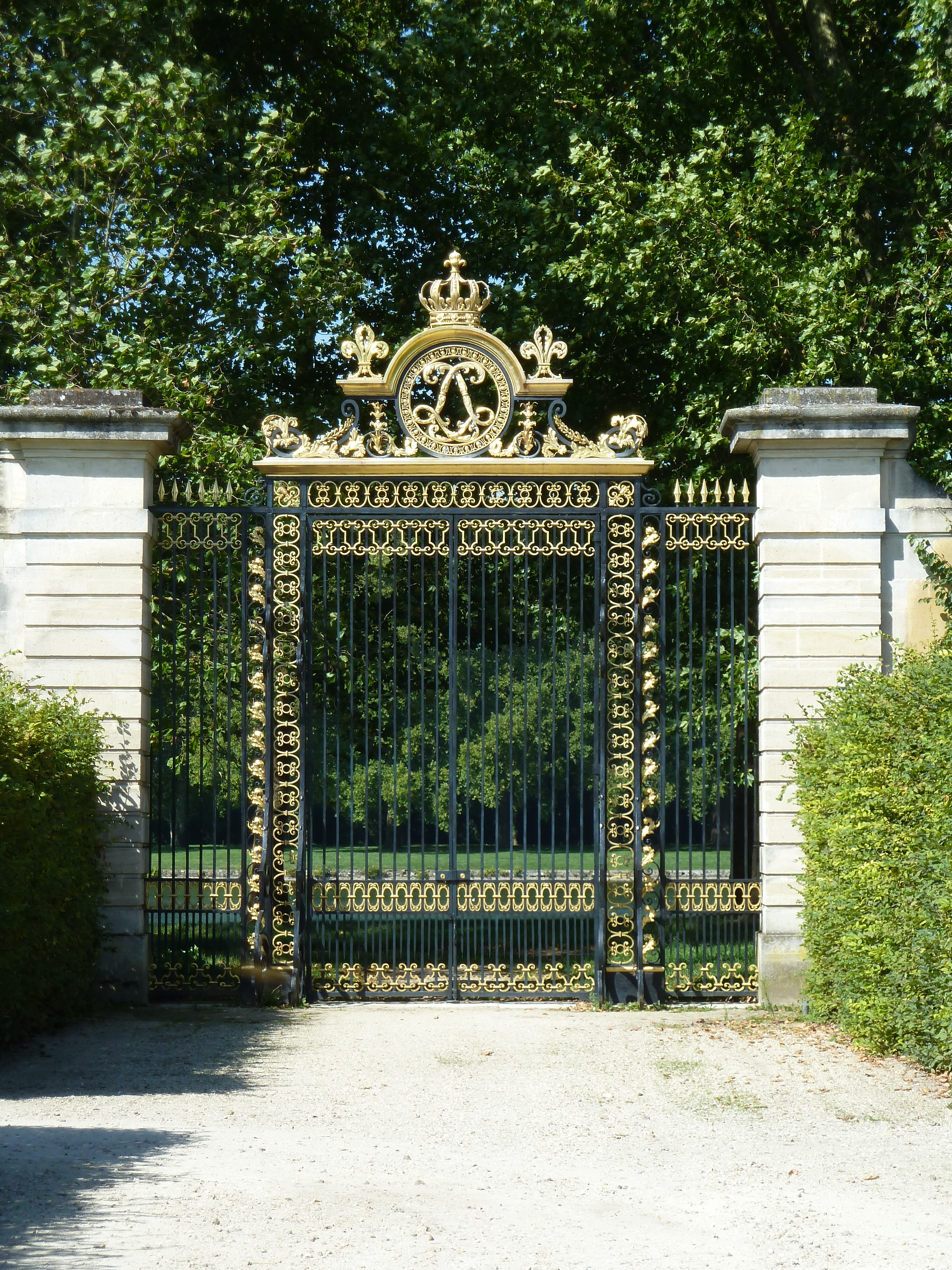
Grille du roi („Gittertor des Königs“)

Der Garten sollte den königlichen Hof mit frischem Obst und Gemüse versorgen. Neben der schieren Menge an Lebensmitteln, die der Garten dafür hervorbringen musste, legte der König vor allem auch großen Wert darauf, für seine eigene Tafel sowie die Bewirtung von Gästen Obst und Gemüse auch außerhalb der eigentlichen Saison zu erhalten. Wie alles in Versailles sollte er aber auch der Repräsentation dienen, so dass die Anlage, die der König regelmäßig auf Spaziergängen persönlich aufsuchte, durchaus auch nach ästhetischen Aspekten geplant und angelegt wurde. Für den König, der sich gerne von La Quintinie persönlich durch die Anlagen führen ließ, wurde ein eigener Seiteneingang mit einem reichlich verzierten und seinen Insignien versehenen Gittertor angelegt. Die Grille du roi („Tor des Königs“) ist das einzige Tor in Versailles, das aus der Zeit Ludwigs XIV. noch im Original erhalten ist. Auch herrschaftliche Besucher des Hofes, wie der Doge von Venedig oder der König von Siam, wurden von Ludwig XIV., für den der Garten auch ein Symbol für die Beherrschung der Natur und damit für seine absolutistische Macht war, persönlich durch den Potager du roi geführt.
Der Garten wurde an drei Seiten von etwa drei Meter hohen Mauern mit einer Gesamtlänge von 800 Metern eingefasst, die La Quintinie durch den Hofarchitekten Jules Hardouin-Mansart planen und erbauen ließ. Diese wurden zu begehbaren Terrassen verbreitert, von denen sich dem König und seinem Gefolge ein Blick über die Gesamtanlage bot. Unterhalb der Terrassen wurden zahlreiche Gänge und Kammern angelegt, die den 30 Gärtnern des Potager zur Aufbewahrung von Werkzeug, für die Unterbringung von Wasserzisternen und auch zur Einlagerung der Ernte dienten. An der Außenmauer wurden 29 Kammern mit nach Süden, Osten und Westen ausgerichteten Wänden eingerichtet. Innerhalb dieser Kammern konnte sich die Luft selbst im Winter recht schnell erwärmen. Die Mauern boten gleichzeitig Schutz vor kalten Winden und dienten als Wärmespeicher. Hier wurden empfindliche Pflanzen wie Melonen, Feigen, Gurken, Pfirsiche und Nektarinen sowie Erdbeeren und Frühkirschen kultiviert. Im Zentrum des Gartens wurde der aus 16 Beeten bestehende „Jardin des gros légumes“ („Garten der großen Gemüse“) angelegt, in dessen Mittelpunkt sich ein Wasserbecken befindet.
Um den Anforderungen des Hofes nach Obst und Gemüse außerhalb der Saison nachkommen zu können, arbeitete La Quintinie mit verschiedenen Kulturmethoden. Gewächshäuser aus Glas gab es zu seinen Lebzeiten noch nicht, diese Idee kam erst ein halbes Jahrhundert später aus den Niederlanden nach Frankreich. Neben den Treibmauern nutzte er auch Glasglocken, die einerseits der Frühtreiberei dienten, andererseits aber auch der Dekoration und der Zurschaustellung besonderer Pflanzen. Durch den Anbau von jeweils mehreren verschiedenen Sorten von jeder Obst- und Gemüseart mit unterschiedlichen Reifeterminen konnte La Quintinie zudem die jeweilige Erntesaison in die Länge ziehen. Außerdem nutzte er Pferdemist zur frühzeitigen Erwärmung der Erde und deckte einzelne Beete mit Glas ab.
Auf diese Weise gelang es ihm, den Versailler Hof bereits im Januar mit Erdbeeren und im April mit Erbsen zu beliefern. Die ersten Feigen, von denen der Potager du roi in der Hauptreifezeit 4000 Stück pro Tag an den Hof liefern musste, wurden bereits im Juni geerntet, der erste Spargel im Dezember. Besondere Aufmerksamkeit wurde auch der Obstzucht an Spalieren geschenkt. Diese Kulturmethode diente zum einen dazu, qualitativ besonders wertvolle Früchte hervorzubringen. Die Bäume wurden so geschnitten, dass die Früchte von der Sonne gut beschienen wurden; auf den kleinwüchsigen Unterlagen brachten die Bäume zudem größere Früchte hervor. Zum anderen waren die oft zu kunstvollen Formen geschnittenen Bäume auch eine Zierde und Dekoration für den Garten.
Die Bedeutung, die Ludwig XIV. der Belieferung seiner Tafel mit Obst und Gemüse zusprach, lässt sich aus einer überlieferten ironischen Bemerkung der Marquise de Sévigné ablesen:

« Le chapitre des pois dure toujours ; l’impatience d’en manger, le plaisir d’en avoir mangé, et la joie d’en manger encore sont les trois points que nos princes traitent depuis quatre jours. »

„Das Erbsenkapitel dauert an; die Ungeduld, sie zu essen, das Vergnügen, sie gegessen zu haben, und die Freude, sie wieder zu essen – das sind die Themen, über die man seit vier Tagen redet.“

Bis zu seinem Tod im Jahr 1688 arbeitete La Quintinie, dem Ludwig XIV. für seine Verdienste im Gartenbau im Jahr 1687 einen Adelstitel verlieh, an der Verbesserung der Anzucht- und Treibmethoden. Die gewonnenen Erkenntnisse veröffentlichte er in einem Standardwerk zum Gartenbau Instruction pour les jardins fruitiers et potagers, das allerdings erst 1690 postum erschien.

## Von La Quintinies Tod bis in die Neuzeit
In den Jahren nach La Quintinies Tod wurde der Anbau von Frühgemüse zunächst erheblich ausgedehnt und der Küchengarten um eine zusätzliche Fläche für die Spargelkultur erweitert. Dieser Teil des Gartens wird als Garten „Duhamel du Monceau“ geführt. Nach einigen Jahren wurden die Mauern eingekürzt um den Pflanzen mehr Luft und Licht zu bieten. 1715 begann man unter dem Leiter Louis Le Normand mit der Kultur von Kaffeepflanzen. Dieser ließ als erster auch Treibhäuser aus Glas in dem Garten errichten, mit deren Hilfe er 1735 König Ludwig XV. zum ersten Mal Ananasfrüchte, die im Potager du roi geerntet worden waren, präsentieren konnte.
Ab etwa der Mitte des 18. Jahrhunderts nahm die Bedeutung des Potager du roi zunehmend ab. 1767 gab es Pläne, auf einem Teil der Fläche ein Nonnenkloster der Königin zu errichten. Um die Rue d’Anjou fortführen zu können, entstand 1769 außerdem der Plan, die Außenmauer mit einem Tor zu durchbrechen, der im Sommer 1785 unter dem englischen Gärtner Alexander Brown, der 1782 zum „Inspektor der Obst- und Gemüsegärten der Königlichen Schlösser“ ernannt worden war, umgesetzt wurde. Brown gestaltete den Garten zudem wesentlich um, indem er Rampen anlegen ließ, über die man auf direktem Weg in das zentrale Beet gelangen konnte. Außerdem ließ er einige der Treibmauern abreißen und neue Warmhäuser errichten.
Im Jahr 1793 musste der damalige Leiter des Gartens, ein Gärtner namens Goudouin, aufgrund der Französischen Revolution von seinem Amt zurücktreten, nachdem der Garten in den Jahren zuvor schon für Schießübungen genutzt und Teile der Fläche parzelliert und an Privatpersonen vermietet worden waren. 1798 wurde der Potager du roi per Regierungsdekret zum Versuchsgarten mit einer angeschlossenen Schule bestimmt, die mit der Einführung des Kaiserreichs allerdings wieder geschlossen wurde.
1849 wurde Auguste-Francois Hardy zum Obergärtner des königlichen Küchengartens ernannt, dem es gelang, den Garten zu seiner ursprünglichen Nutzung als Küchengarten für den königlichen Hof zurückzuführen. Während der preußischen Besetzung Versailles’ 1870/71 musste er mit den Erzeugnissen den preußischen statt den französischen Hof beliefern. In der Dritten Republik wurde der Garten im Jahr 1874 dem neuen Ministerium für Landwirtschaft und Handel angegliedert, das dort im Mai des gleichen Jahres eine Schule für Gartenbau eröffnete, die von Hardy geleitet wurde.
1918 wurde die Schule zur „École nationale d’horticulture“ ernannt, an der 1945 schließlich der Studiengang „Ländlicher Raum und Gartenkunst“ zur Ausbildung von Landschaftsarchitekten eingeführt wurde und aus der 1976 die Hochschule für Garten- und Landschaftsbau Versailles (École nationale supérieure de paysage de Versailles, ENSP) hervorging.

## Der Garten im 21. Jahrhundert

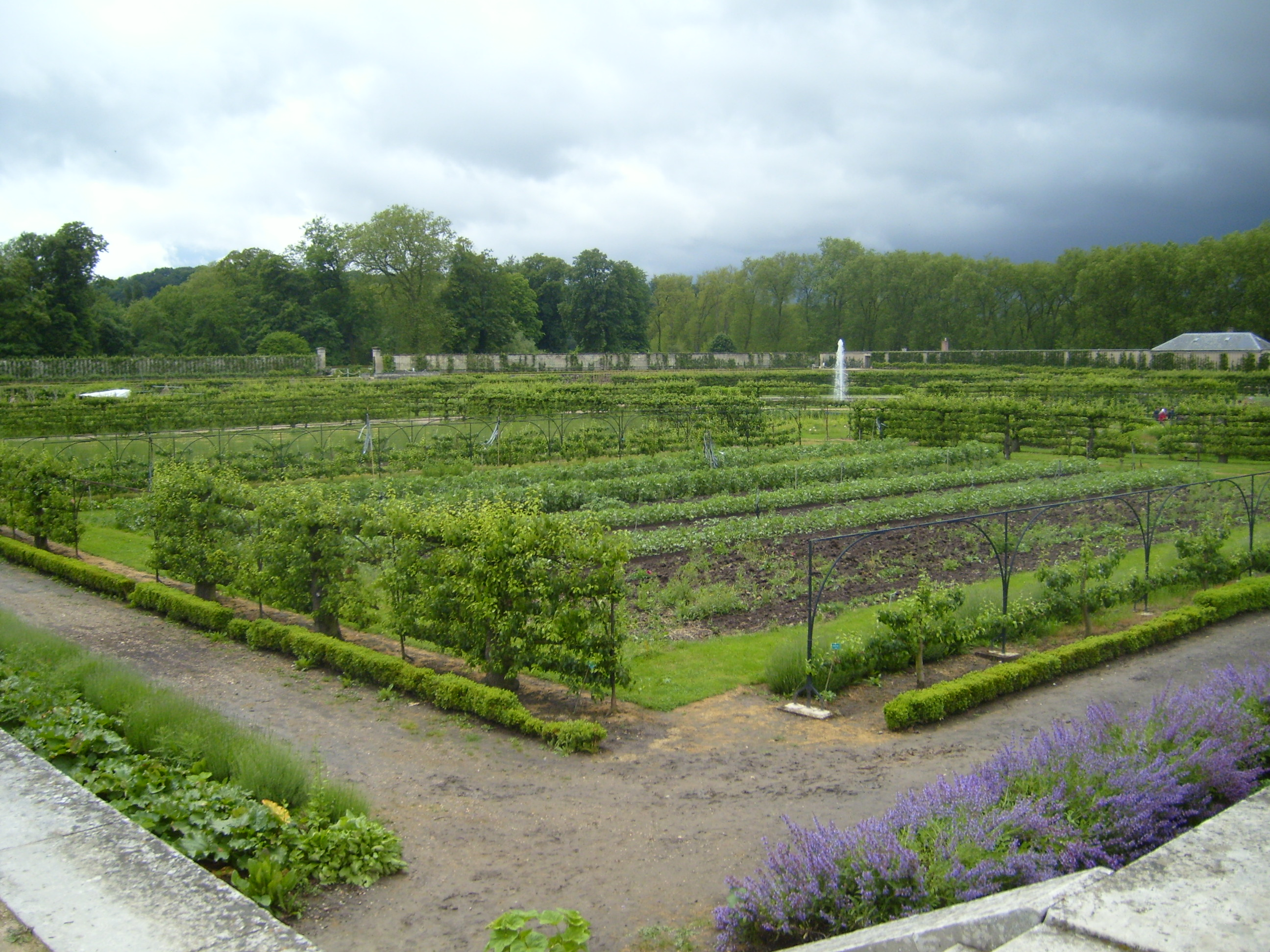
Blick von einer der Terrassen in den Potager du roi

Der Potager du roi gilt als der größte Nutzgarten der Welt. Er ist der Hochschule für Garten- und Landschaftsbau angegliedert und wird durch Studierende gepflegt.
Seit der Gärtner Antoine Jacobsohn 2007 die Leitung des Potager du roi übernahm, wird dieser ausschließlich nach ökologischen Richtlinien bewirtschaftet. Obwohl sich die Gärtner bei der Pflege weitgehend an alte Pläne halten, um den Garten als historisches Kulturdenkmal zu erhalten, werden Zugeständnisse an die ökologische Bewirtschaftung gemacht. So wächst unter den Spalierbäumen und auf einigen Wegen Klee, der als natürlicher Gründünger dient. In dem Garten werden etwa 400 verschiedene Obstsorten, darunter allein 160 verschiedene Apfelsorten auf 2000 Bäumen und 140 Birnensorten auf 2800 Bäumen, und etwa gleich viele verschiedene Gemüsesorten kultiviert. Die jährliche Ernte beträgt ca. 30 Tonnen Früchte und 20 Tonnen Gemüse, die zum Teil in einem angeschlossenen Laden direkt vermarktet werden. Bekannt war und ist der Garten auch für seine besonders kunstvollen Obstspaliere. So sind dort 68 verschiedene Arten Spaliere zu formen zu sehen. Die ältesten erhaltenen Bäume des Gartens wurden bereits um 1800 gepflanzt.
Als Teil der Parkanlage von Schloss Versailles gehört der Potager du roi zusammen mit dem Schloss seit 1979 zum Weltkulturerbe der UNESCO.